# Ziemia niczyja (film)
Ziemia niczyja (bośn. Ničija zemlja) – dramat wojenny z 2001 roku, w reżyserii Danisa Tanovicia, zrealizowany w Bośni we współpracy z zachodnimi producentami.
Zrealizowany przez debiutanta film spotkał się z entuzjastycznym przyjęciem i zdobył szereg wyróżnień. Ziemia niczyja nie tylko demaskuje absurd wojny jako takiej, ale także obnaża bierność, obojętność i nieudolność Zachodu, ONZ i jego sił pokojowych, niepotrafiących poradzić sobie z konfliktami.

## Opis fabuły
Trwa wojna domowa w Jugosławii. Bośniacki oddział, mający zluzować kolegów z pierwszej linii frontu, gubi się we mgle i trafia na ziemię niczyją obok pozycji serbskich. Wywiązuje się walka. Potyczkę przeżywają Bośniak Čiki (Branko Đurić) i Serb Nino (Rene Bitorajac). Obok nich leży na minie wyskakującej ranny bośniacki żołnierz, który jeśli wstanie – zginie. Wobec patowej sytuacji, walczące strony zawierają tymczasowe zawieszenie broni, a na miejsce zdarzenia przybywają „błękitne hełmy” ONZ-u. Tkwiący w okopie żołnierze szybko stają się – dzięki transmisji telewizyjnej – międzynarodową sensacją, a żołnierze ONZ nie potrafią się porozumieć (pochodzą z różnych krajów), co pokazuje niedowład organizacyjny „sił pokojowych”.

## Obsada
- Branko Đurić – Cziki
- Rene Bitorajac -Nino
- Filip Šovagović – Cera
- Georges Siatidis – Marchand
- Serge-Henri Valcke – Dubois
- Sacha Kremer – Michel
- Alain Eloy – Pierre
- Mustafa Nadarević – żołnierz
- Bogdan Diklić – oficer
- Simon Callow – Soft
- Katrin Cartlidge – dziennikarka Jane Livingstone
- Marinko Prga – serbski żołnierz
- Matej Bizjak – młody akordeonista
- Janez Habic – serbski żołnierz na barykadzie
- Primož Petkovšek – serbski porucznik

## Nagrody
- Oscar dla najlepszego filmu nieanglojęzycznego w 2002[1]
- Złoty Glob za najlepszy film nieanglojęzyczny
- Nagroda za najlepszy scenariusz na 54. MFF w Cannes[1]